# Veselé
Veselé (ungarisch Vigvár – bis 1900 Veszele) ist eine Gemeinde im Okres Piešťany des Trnavský kraj in der Slowakei.

## Geographie
Die Gemeinde liegt im nördlichen Donauhügelland, das ein Teil des slowakischen Donautieflands ist, zwischen de Bächen Šteruský potok und Lančársky potok, die östlich von Veselé in den Fluss Dudváh münden. Veselé ist neun Kilometer von Vrbové, 12 Kilometer von Piešťany und 22 Kilometer von Trnava entfernt.

## Geschichte

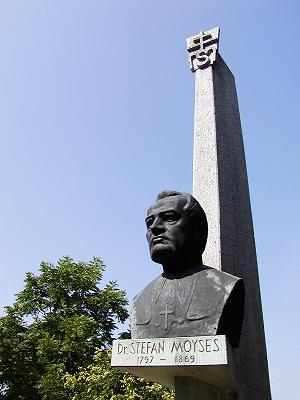
Denkmal an Štefan Moyzes im Ort

Im heutigen Gemeindegebiet sind mehrere Funde aus der Jungsteinzeit und Bronzezeit nachgewiesen. Der Ort selbst wurde zum ersten Mal 1310, bzw. 1390 als Wygwar schriftlich erwähnt.
1944 wurde der Ort mit den Nachbarorten Ťapkové und Rakovice in die neue Gemeinde Veselie fusioniert, diese wurde aber schon 1946 wieder aufgelöst. 1956 wurde der Ort Ťapkové wieder eingemeindet und bleibt bis heute ein Gemeindeteil.

## Bevölkerung
| Jahr                | 1994 | 2004    | 2014    | 2024    |
| ------------------- | ---- | ------- | ------- | ------- |
| Anzahl der Personen | 1088 | 1125    | 1191    | 1246    |
| Unterschied         |      | +3,40 % | +5,86 % | +4,61 % |

| Jahr                | 2023 | 2024    |
| ------------------- | ---- | ------- |
| Anzahl der Personen | 1239 | 1246    |
| Unterschied         |      | +0,56 % |

## Söhne und Töchter der Gemeinde
- Štefan Moyzes (1797–1869), slowakischer Bischof und Politiker, erster Vorsitzender der Matica slovenská